# Mouseville Records
Mouseville Records est un label discographique dirigé par le producteur suédois Eric Prydz. Il produit de la musique techno sur ce label, principalement ses propres réalisations sous son pseudonyme Cirez D.

## Discographie
Maxi 45 tours
- MOUSE 001: Cirez D, Control Freak, 2004
- MOUSE 001X: Cirez D, Control Freak Remixes, 2005
- MOUSE 002: Cirez D, Knockout, 2005
- MOUSE 003: Cirez D, Re-Match, 2005
- MOUSE 004: Cirez D, Punch Drunk / Copyrat, 2006
- MOUSE 005: Cirez D, Mouseville Theme, 2006
- MOUSE 006: Cirez D, Horizons / Tigerstyle, 2007
- MOUSE 007: Cirez D, Teaser Remixes, 2007
- MOUSE 008: Cirez D, Stockholm Marathon / The Journey, 2008
- MOUSE 009: Paolo Mojo & Jim Rivers, Ron Hardy Said, 2008
- MOUSE 010: Cirez D, The Tunnel / Raptor, 2009
- MOUSE 011: Cirez D, On/Off / Fast Forward, 2009
- MOUSE 012: Cirez D, Glow / On/Off (Remix), 2010
- MOUSE 013: Cirez D, Bauerpost / Glow (Dub), 2010
- MOUSE 014: Cirez D, The Tumble / Exit, 2010